# Dubbel stjärtbom
Dubbel stjärtbom, även kallat tvestjärt, är en akterkonfiguration för flygplan som innebär att planet saknar en konventionell enkel stjärt och istället har två stycken stjärtar, så kallade "stjärtbommar", vilka sitter monterade bakpå på flygplanets vingar. Dessa har traditionellt varsitt sidoroder och ett gemensamt höjdroder emellan dem. Detta skapar generellt ett mycket stabilt flygplan vilket är eftertraktat för olika typer av uppgifter inom flygvärlden. Bland annat är stabilitet eftertraktat hos attackflygplan. Bortom detta tillåter det lättare montering av bland annat skjutande propeller eller lastdörrar i aktern av planet. 
Dubbel stjärtbom är ett mycket gammalt koncept men det används fortfarande idag hos flera konstruktioner. Bortom den konventionella dubbla stjärtbommen med gemensamt roder bakåt finns det flygplan som har avvikande drag. Bland annat finns det konstruktioner med separata höjdroder per bom som till exempel besprutningsplanet Transavia PL-12 Airtruk.

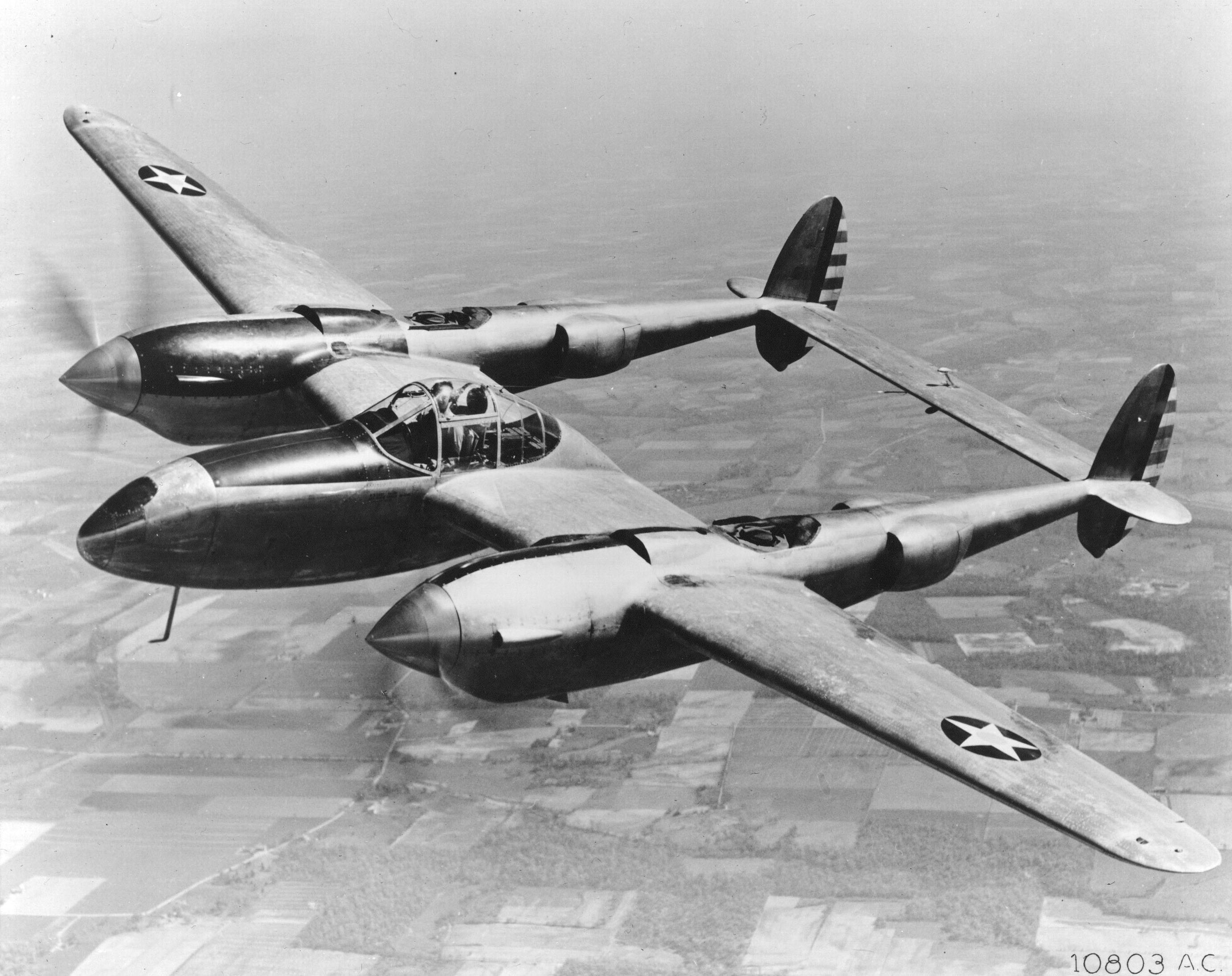
Lockheed P-38 Lightning, ett amerikanskt jaktflygplan med dragande propellrar.
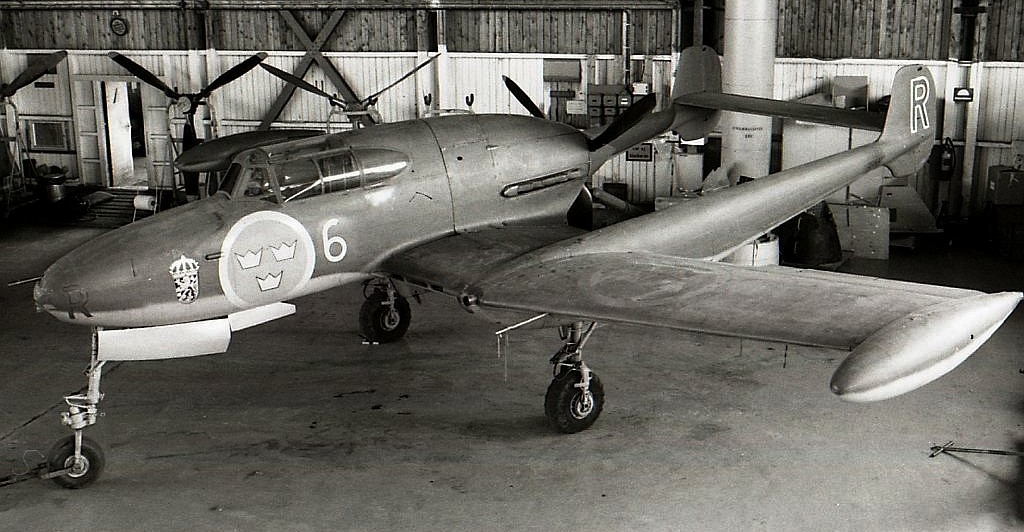
Saab 21, ett svenskt jaktflygplan med skjutande propeller.
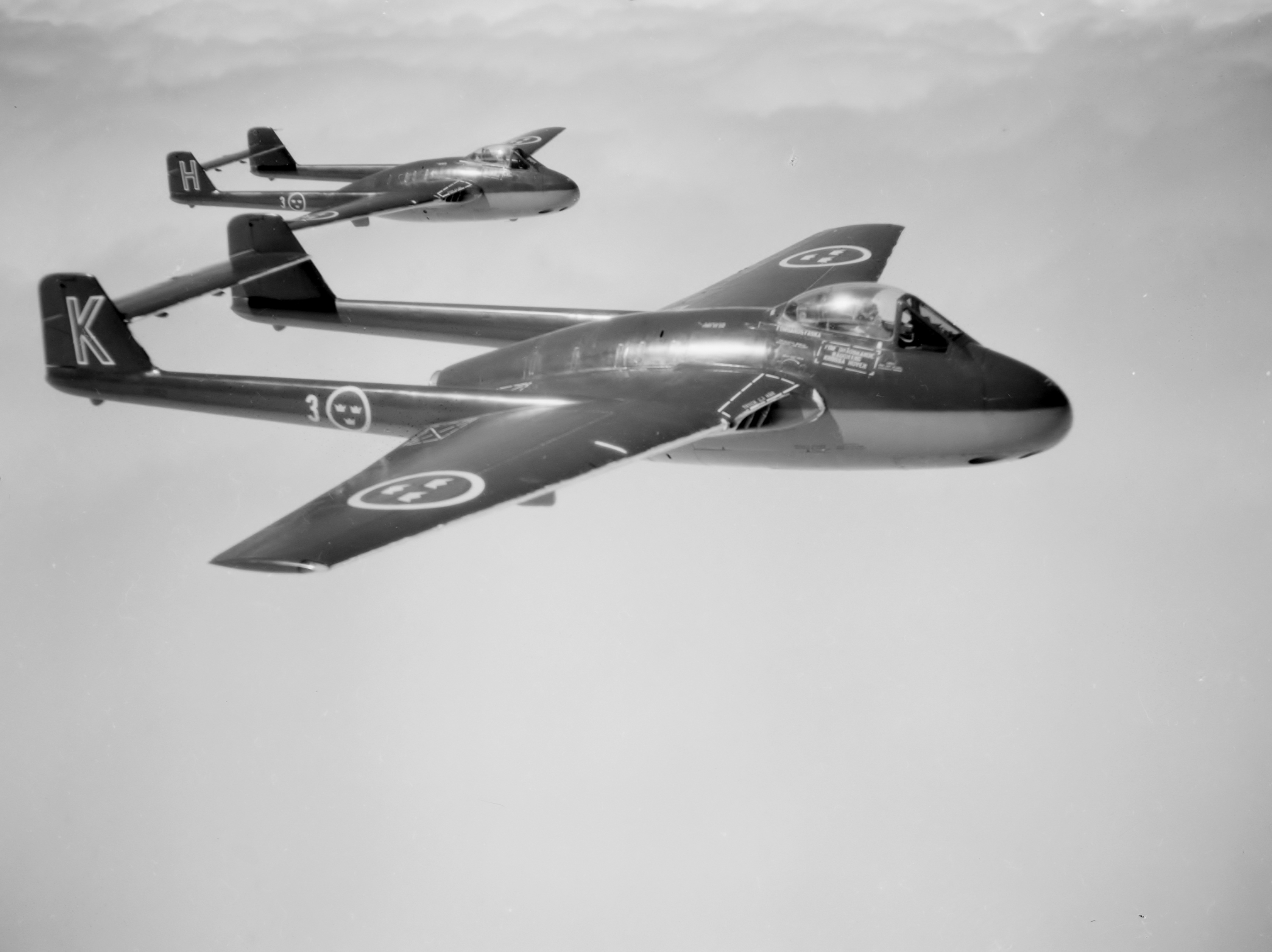
De Havilland Vampire, ett brittisk jaktflygplan med skjutande jetmotor.
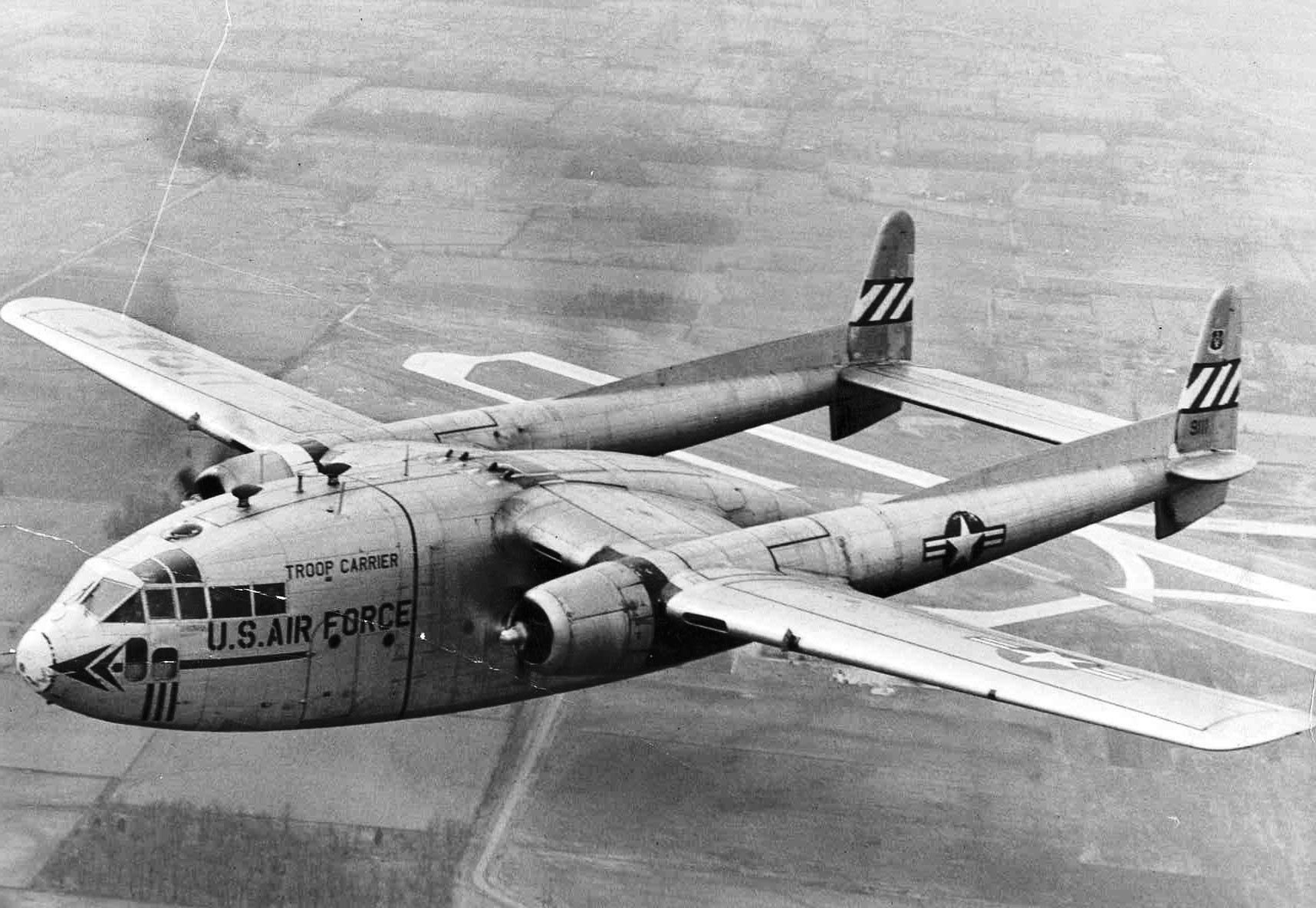
Fairchild C-119 Flying Boxcar, ett amerikanskt transportflygplan med lastdörrar mellan stjärtbommarna.
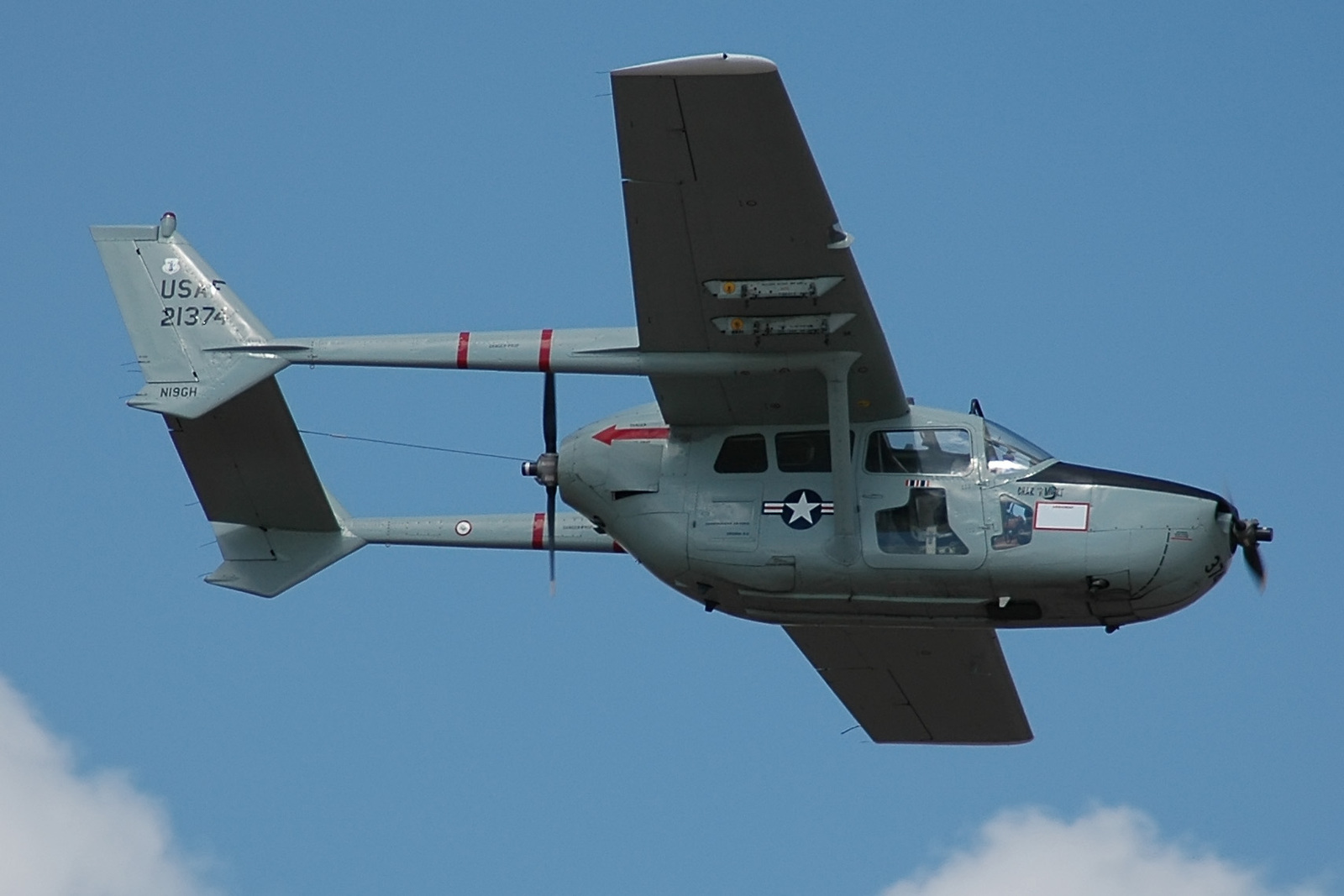
Cessna O-2 Skymaster, ett amerikanskt observationsflygplan med både dragande och skjutande propeller.
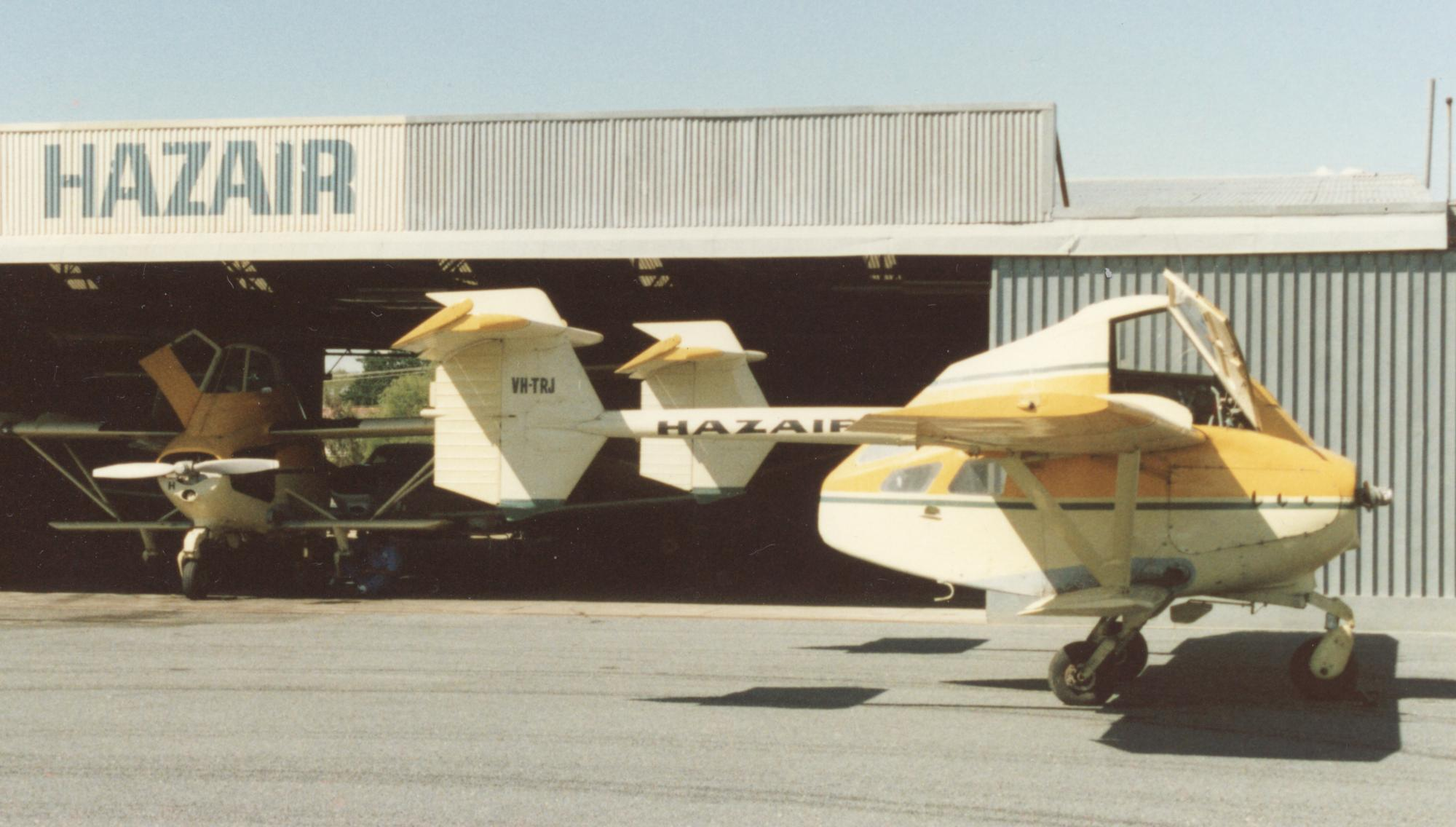
Transavia PL-12 Airtruk, ett australiensiskt besprutningsplan med separata höjdroder.